# Тшебница (гмина)
Тшебница (пол. Trzebnica) — городско-сельская гмина (волость) в Польше, входит как административная единица в Тшебницкий повет, Нижнесилезское воеводство. Население —
21 768 человек (на 2004 год).

## Демография
| Перепись                       | Всего   | Всего | Женщины | Женщины | Мужчины | Мужчины |
| ------------------------------ | ------- | ----- | ------- | ------- | ------- | ------- |
| Единицы                        | человек | %     | человек | %       | человек | %       |
| Население                      | 21 768  | 100   | 11 236  | 51,6    | 10 532  | 48,4    |
| Плотность населения (чел./км²) | 108,7   | 108,7 | 56,1    | 56,1    | 52,6    | 52,6    |

## Сельские округа
1. Бендково
2. Бедашкув-Малы
3. Бедашкув-Вельки
4. Болесцин
5. Брохоцин
6. Бжезе
7. Бжикув
8. Цереквица
9. Домановице
10. Дрошув
11. Глухув-Гурны
12. Яшице
13. Язвины
14. Кобылице
15. Кочурки
16. Коморово
17. Коморувко
18. Конёво
19. Ксенгинице
20. Кузничиско
21. Лигота
22. Мальчув
23. Малушин
24. Марциново
25. Масловец
26. Маслув
27. Новы-Двур
28. Персно
29. Рашув
30. Жепотовице
31. Скаршин
32. Скорошув
33. Сулиславице
34. Щытковице
35. Свёнтники
36. Тачув-Малы
37. Тачув-Вельки
38. Уезьдзец-Малы
39. Уезьдзец-Вельки
40. Венгжинув
41. Близоцин
42. Буковец
43. Янишув
44. Канице
45. Конювко
46. Тши-Халупы

## Соседние гмины
1. Гмина Длуголенка
2. Гмина Милич
3. Гмина Оборники-Слёнске
4. Гмина Прусице
5. Гмина Вишня-Мала
6. Гмина Завоня
7. Гмина Жмигруд